# Stazione di San Giuseppe della Chiusa
La stazione di San Giuseppe della Chiusa è stata una fermata ferroviaria posta sulla linea per Trieste-Erpelle; serviva il paese di San Giuseppe della Chiusa, frazione di San Dorligo della Valle.

## Storia
La fermata fu attivata insieme alla linea il 5 luglio 1887.
Dopo la prima guerra mondiale, con l'annessione della zona al Regno d'Italia, la stazione passò alle Ferrovie dello Stato italiane.
Fino al 1923 era denominata "San Giuseppe di Rusmagna"; in tale anno assunse la nuova denominazione di "San Giuseppe della Chiusa".
La fermata fu chiusa insieme alla linea il 31 dicembre 1958.